# 画家マティス (交響曲)
交響曲『画家マティス』（Mathis der Maler ）は、パウル・ヒンデミットが1933年から1934年にかけて作曲した交響曲で、代表作の一つ。ヒンデミットは同名のオペラも作曲しているが、この交響曲はその姉妹作と言える作品で、オペラの素材を再構成する形で並行して作曲された。
初演はオペラに先立って、1934年3月にヴィルヘルム・フルトヴェングラー指揮のベルリン・フィルハーモニー管弦楽団によって行われた。この初演は結果的にヒンデミット事件のきっかけにもなった。
「画家マティス」とは、マティアス・グリューネヴァルトとして知られる16世紀ドイツの画家マティス・ゴートハルト・ナイトハルトのことであり、フランスの画家アンリ・マティスとは関係無い。

## 楽器編成
フルート2（ピッコロ1持ち替え）、オーボエ2、クラリネット2、ファゴット2、ホルン4、トランペット2、トロンボーン3、チューバ、ティンパニ、打楽器奏者3（グロッケンシュピール、トライアングル、クラッシュ・シンバル、サスペンデッド・シンバル、スネアドラム、バスドラム）、弦五部

## 演奏時間
約26分。

## 楽曲構成
3つの楽章から構成され、各楽章にはマティスの代表作「イーゼンハイム祭壇画」にちなんだ題名がつけられている。
- 第1楽章「天使の合奏」（Engelskonzert ）
オペラの前奏曲に当たり、序奏付きのソナタ形式をとっている。最初にトロンボーンで提示される第1主題はドイツ民謡《3人の天使が歌う》からとられたものである。やがてフルート、ヴァイオリンにより第2主題が奏される。
- 第2楽章「埋葬」（Grablegung ）
オペラの第7場、最終場面への間奏曲に当たる。
- 第3楽章「聖アントニウスの誘惑」（Versuchung des heiligen Antonius ）
オペラの第6場、マティスが見る幻影の場面の音楽を自由に再構成している。

## ギャラリー
各楽章の元になっているグリューネヴァルトの絵は以下の通り。

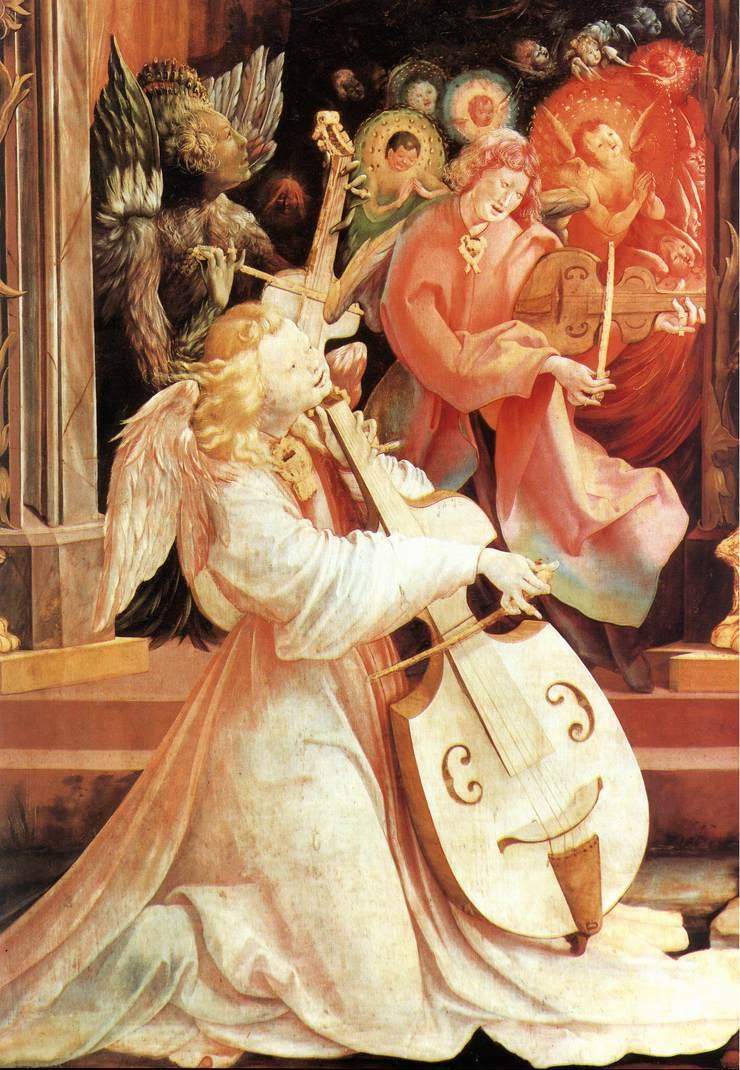
天使の合奏
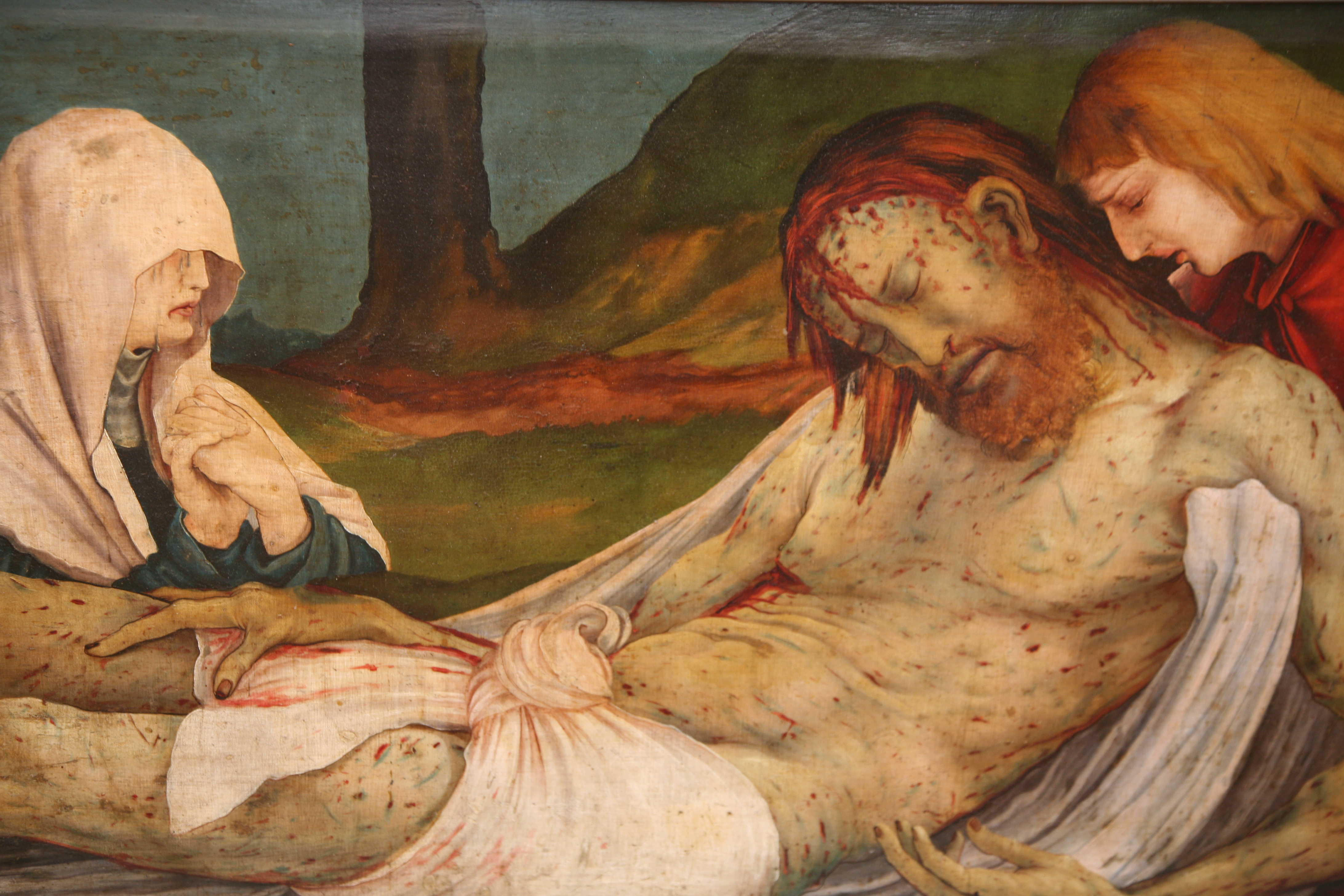
埋葬
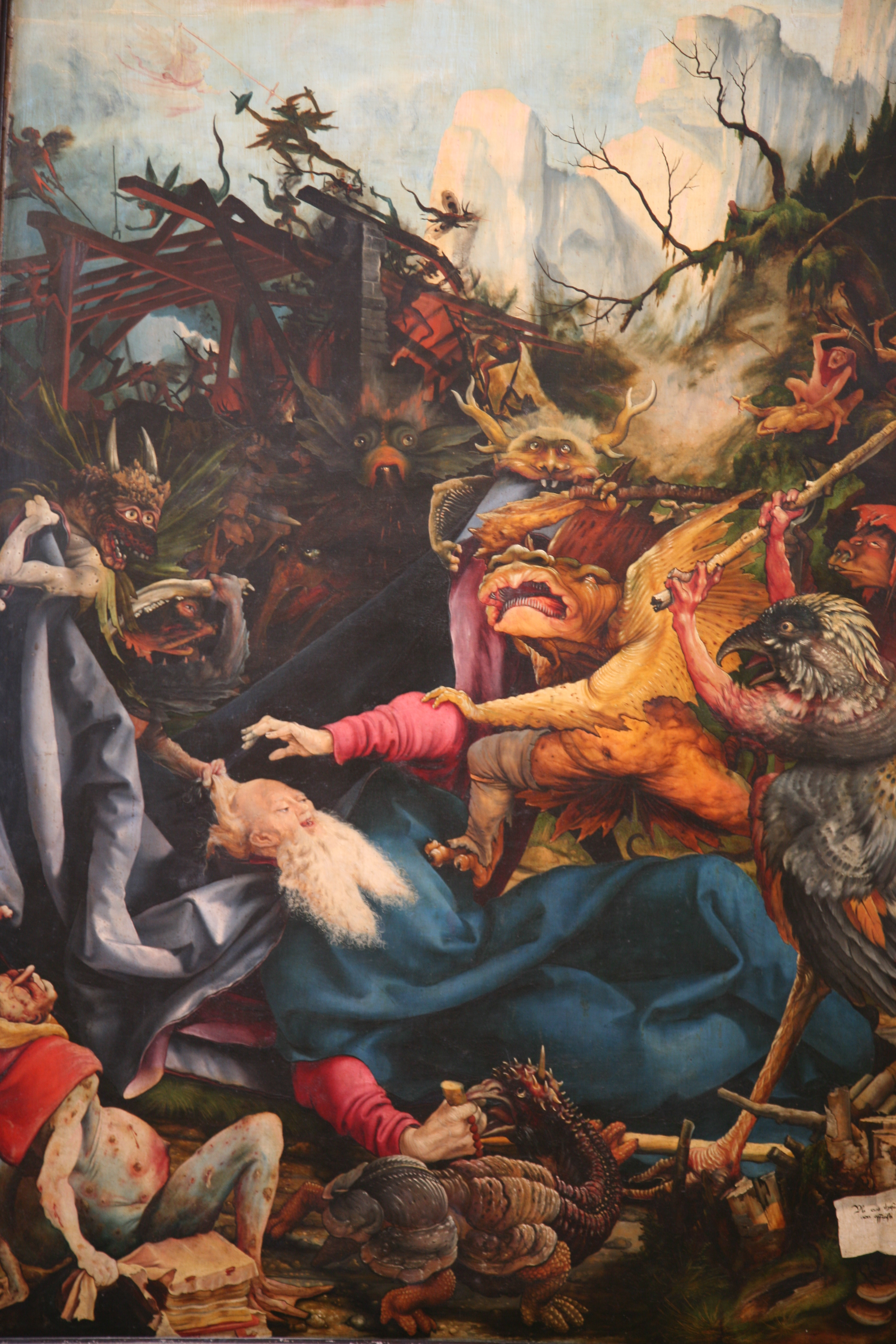
聖アントニウスの誘惑